# Liste deutscher Adelsgeschlechter/X
| Name     | Zeitraum  | Anmerkungen                                            | Wappen |
| -------- | --------- | ------------------------------------------------------ | ------ |
| Xylander | seit 1792 | Deutsches Briefadelsgeschlecht; 1792 Reichsritterstand |        |